# Tedania mucosa
Tedania mucosa är en svampdjursart som beskrevs av Thiele 1905. Tedania mucosa ingår i släktet Tedania och familjen Tedaniidae. Inga underarter finns listade i Catalogue of Life.